# Kim Dong-wook
Kim Dong-wook (hangŭl: 김동욱; romanizzazione: Gim Dong-uk; McCune-Reischauer: Kim Tong'uk; 29 luglio 1983) è un attore sudcoreano.

## Filmografia parziale

### Cinema
- Jopok manura 2: Dolaon jeonseol (2003)
- Flying Boys (2004)
- All for Love (2005)
- APT (2006)
- No Regret (2006)
- Dalkomhan geojinmal (2008)
- Happy Together (2008)
- Gukgadaepyo  (2009)
- Banga-un sar-inja (2010)
- Eojjeoda, gyeolhon (2019)

### Televisione
- Coffee prince 1hojeom (2007)
- Unstoppable Marriage (2007)
- Partner (2009)
- Hometown Legends (2009)
- Roses and Dandelions (2010)
- Hanyeodeul (2015)
- Geu namja-ui gi-eokbeop (그 남자의 기억법?) – serie TV (2020)
- Iro-un sagi (이로운 사기?) – serial TV (2023)
- Eojjeoda majuchin, geudae (어쩌다 마주친, 그대?) – serial TV (2023)
- Kiseiju - La zona grigia (기생수: 더 그레이?) – serial TV (2024)

## Musical
- Legally Blonde (2009)